# カワサキ・KX
KX（ケイエックス）とは、川崎重工業が製造販売している2ストロークのモトクロス競技用オートバイであり、シリーズ車種として排気量別に数車種が生産されている。

## モデル一覧

### MX3(旧500cc)クラス用

#### KX500

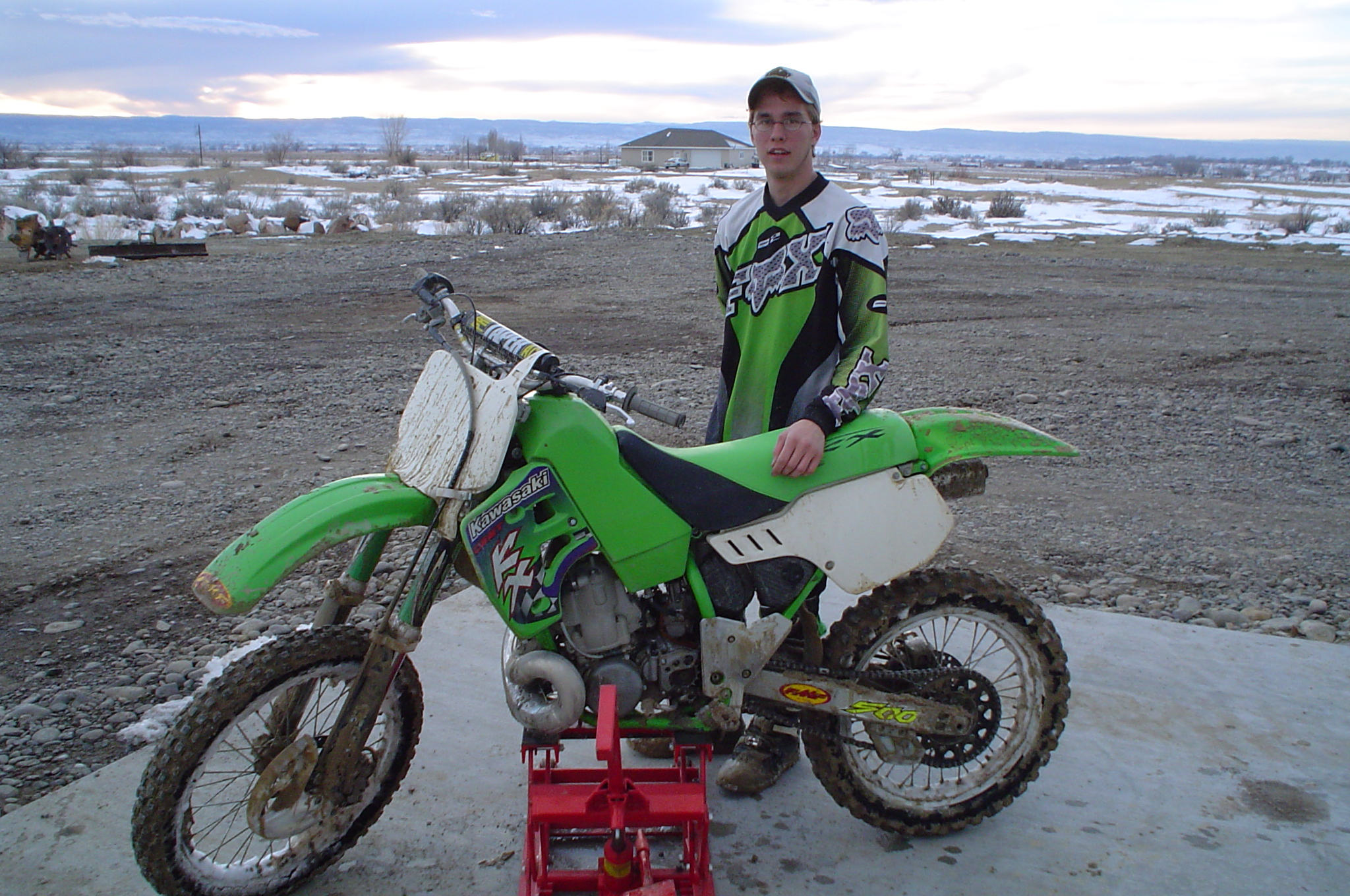
KX 500

KX500は1982年から2004年まで発売されていたモトクロス競技用車両である。
モデルライフ初期は年度によって変更箇所の大小はあるものの毎年モデルチェンジを重ねた。
モトクロス世界選手権やAMAモトクロスの500ccクラスを対象としたモデルであるが未舗装路で扱うには相当のテクニックを必要とし世界的にも販売台数が見込めないために1985年から1988年は基本的には同年式のKX250（後述）の排気量拡大版となる。
1980年代半ば以降250ccの性能向上によりほとんどのモトクロスコースで500ccがラップタイムを上回れなくなると最高峰クラスとしての意義を失いメーカーとしての参加も小規模となり、それに伴い市販500ccモトクロッサーが他メーカーも含め全般的に開発規模も小幅な物となったためでKX500もこの流れの中で例外ではなかった。
1989年KX250に対しフレームの大幅な変更が行われるとKX250と互換性のあるフロントフォーク及び前後ブレーキの変更がその年に一度行われ、それ以降は毎年度グラフィック変更のみとなる。しかし直線全開区間が長いバハ1000ではモデルチェンジをしなかったことでモトクロッサーとしてやや大柄な車体も功を奏しラリー・ロズラー選手の手により砂漠最速マシンとして永年にわたり君臨した。
ホンダが4ストロークエンジン搭載のXR600Rおよびその後継機種のXR650Rでバハ1000に参加していたこともありCR500よりは後年まで2ストロークビッグオフローダーとして生き残ることとなった。
日本国内では500ccのモトクロス公式戦が行われないため正規販売されなかった。

#### KX420
KX420は1979年から1980年の2年間発売されていたモトクロス競技用車両である。
モトクロス世界選手権やAMAモトクロスの500ccクラスを対象としたモデルであるが未舗装路で扱うには相当のテクニックを必要とし世界的にも販売台数が見込めないためにモデルライフ中大幅な変更は加えられなかった。
日本国内では500ccのモトクロス公式戦が行われないため正規販売されなかった。

#### KX400
KX400は1974年から1975年の2年間発売されていたモトクロス競技用車両である。
モトクロス世界選手権やAMAモトクロスの500ccクラスを対象としたモデルであるが未舗装路で扱うには相当のテクニックを必要とし世界的にも販売台数が見込めないためにモデルライフ中大幅な変更は加えられなかった。
日本国内では500ccのモトクロス公式戦が行われないため正規販売されなかった。

### MX1（旧250cc）クラス用

#### KX250

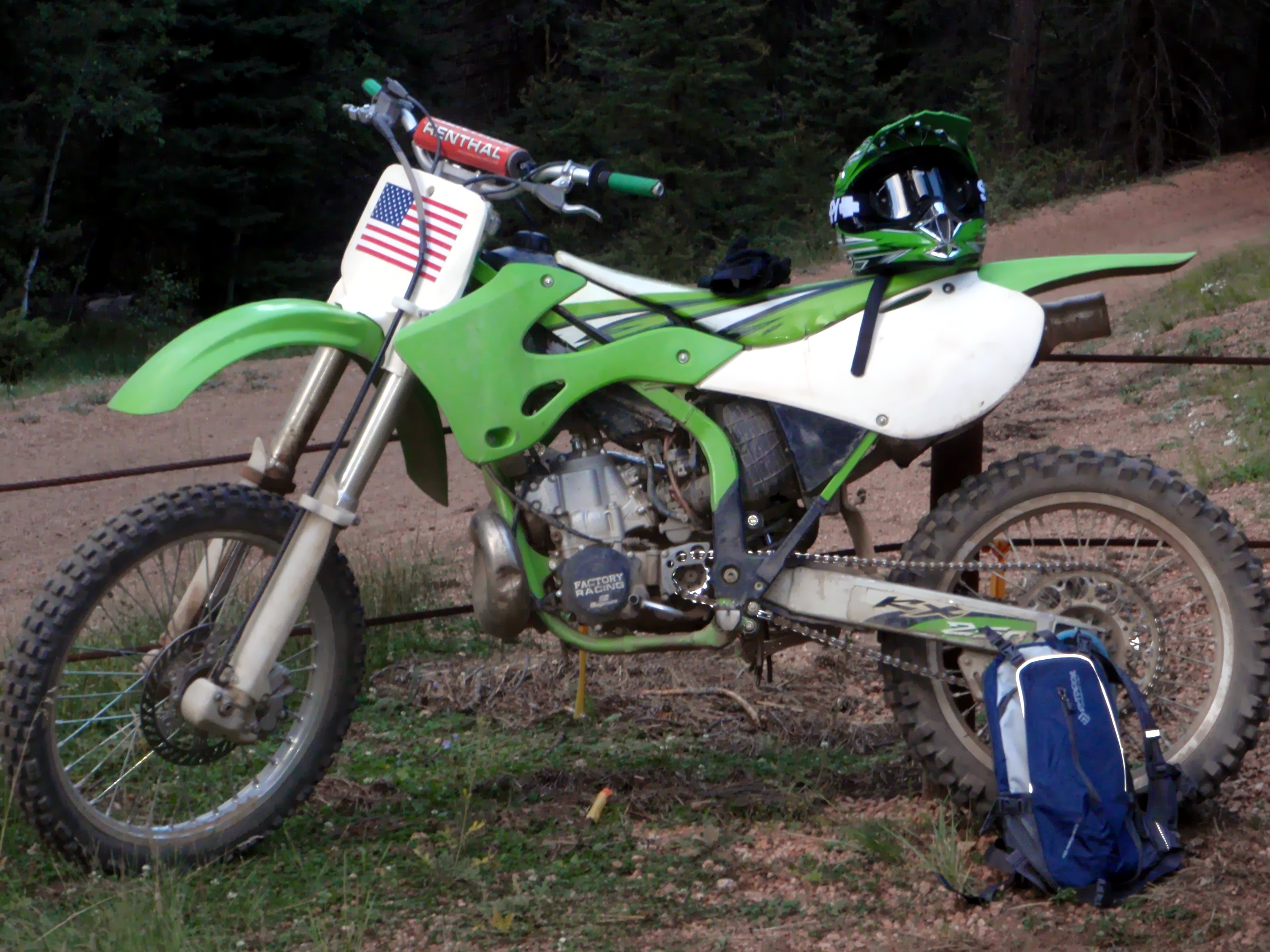
KX 250

KX250は1973年から2008年まで発売されたモトクロス競技用車両である。
年度によって変更箇所の大小はあるものの毎年モデルチェンジを重ねたが競技用車両といえども年々厳しくなる環境対策への対応から2005年より並行して販売されている4ストロークエンジン搭載のKX450Fに後継の座を譲っている。
そのためか2006年型以降は車両自体の改良は無くグラフィックのみの変更となっている。

### MX2(旧125cc)クラス用

#### KX125
KX125は1973年から発売されているモトクロス競技用車両である。
年度によって変更箇所の大小はあるものの毎年モデルチェンジを重ねたが競技用車両といえども年々厳しくなる環境対策への対応から2003年より並行して販売されている4ストロークエンジン搭載のKX250Fに後継の座を譲っている。
そのためか2006年型以降は車両自体の改良は無くグラフィックのみの変更となっている。また既に販売を終了している国・地域もある。

### 85cc(旧80cc)クラス用

#### KX85 / II
KX85は2000年から発売されている子供向けモトクロス競技用車両である。
従来より発売されていたKX80のシリンダーボアをFIM車両規則の変更（85ccまで引き上げ）に対応し0.5mm拡大し排気量を84.6ccに拡大した物である。
IIはホイールの大型化（F19インチ、R16インチ）とそれに伴うスイングアームの延長の結果によるリアホイールトラベル量の増加などの改良が施されている。
しかし車体自体は基本的にF17インチモデルと同じであり通常の成人用モデルというよりは小柄な人や女性向け、または中学生程度の体格の子供がフルサイズモデルに乗るまでの繋ぎといえる。

#### KX80 / II

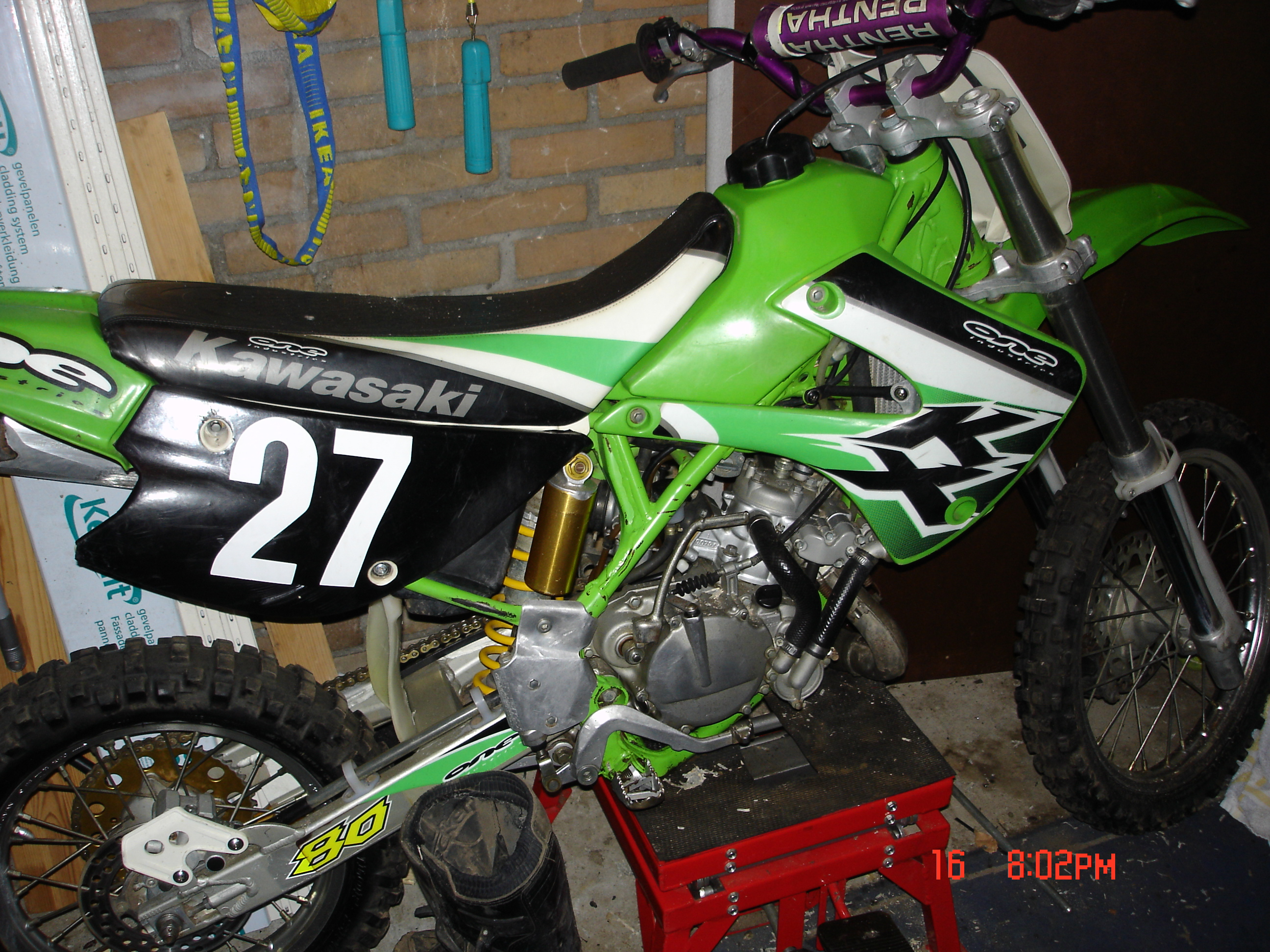
KX 80

KX80は1979年から2000年まで発売された子供向けモトクロス競技用車両である。
毎年のグラフィック変更と数年置きのモデルチェンジを重ね2000年まで発売された。
1989年から標準モデルと並び併売されたラージホイールモデルのIIは標準モデルに先駆けて倒立フォークの採用を行った。その後標準モデルも倒立フォークへと追従した結果、主だった差異はホイールの大型化（F19インチ、R16インチ）とそれに伴うスイングアームの延長の結果によるリアホイールトラベル量の増加となった。
しかし車体自体は基本的にF17インチモデルと同じであり通常の成人用モデルというよりは小柄な人や女性向け、または中学生程度の体格の子供がフルサイズモデルに乗るまでの繋ぎといえる。

#### KX65
KX65は2000年から発売されている子供向けモトクロス競技用車両である。
従来より発売されていたKX60のエンジンを大幅に変更を加え排気量もシリンダーボアを1.5mm拡大し約64.7ccとし車体もKX60が長らくモデルチェンジをしていない間に生じた上位機種とのギャップを埋めるべく技術の進歩を取り入れ全くの新設計とした物である。
現在日本国内に於いて一般の二輪販売店で購入できる唯一のF14インチ、R12インチのリターン式トランスミッションのモトクロッサーである。
他社にこれといった競合車種もないため毎年のグラフィック変更程度で発売され続けている。

#### KX60
KX60は1982年から2000年まで発売された子供向けモトクロス競技用車両である。
KX60以前に他社からも最も低年齢向けとなるオートマチックあるいはロータリー式トランスミッションの幼児用レジャーバイクと小学校高学年程度が対象ユーザーになる80ccクラスのモトクロッサーの間を繋ぐモデルはあったが次第に市場からフェードアウトしたため小学校低学年程度を対象ユーザーとする唯一のモトクロッサーとなった。
他社にこれといった競合車種もないため毎年のグラフィック変更程度で2000年まで発売された。

### その他

#### KX100
KX100は1985年に発表されたモトクロス競技用車両である。基本的には同年式のKX80IIとその後継機種のKX85IIのボアアップ版である。
車体自体は基本的にF17インチモデルのKX80およびKX85と同じであり通常の成人用モデルというよりは小柄な人や女性向け、または中学生程度の体格の子供がフルサイズモデルに乗るまでの繋ぎといえる。
モトクロスでは100ccクラスは公式戦が無いので本格的な競技用車両というよりは80ccの軽快さに+20ccの余裕で中・低回転域のトルクを太くし、初心者にも乗り易くしたレジャーバイクである。
上記のとおりKX80およびKX85と僅かな変更点しかないためボアアップキットのかたちで一部のカワサキ系のショップで販売され、日本では正規販売モデルとしてカタログラインナップに載ったことはなかったが、2015年7月15日より初めて日本仕様が発売された。